# Jan van Coillie
Jan van Coillie (Tielt, 5 januari 1957) is een Belgische schrijver van kinderboeken.

## Leven
Van Coillie werd in 1957 geboren in Tielt. Al vroeg werd hij gebeten door lezen en hij trok vooral naar stripreeksen zoals De Rode Ridder en de sprookjes van de gebroeders Grimm.
Van Coillie studeerde Germaanse filologie aan de KU Leuven waar hij in 1988 promoveerde met een proefschrift over de Vlaamse jeugdliteratuur in de negentiende eeuw. Samen met professor Rita Ghesquiere verkende hij het terrein van de jeugdliteratuur dat tot dan toe amper onderzocht was geweest. Hij werd de eerste doctor in de kinder- en jeugdliteratuur in het Nederlands taalgebied. 

## Werk
Van Coillie was een tijdje voorzitter van het Nationaal Centrum voor Jeugdliteratuur (NCJ). Hij doceert Nederlands in het hoger onderwijs. Daarnaast is hij gastdocent en spreker over kinder- en jeugdliteratuur, vertaler, recensent en criticus en zetelt hij in diverse jury’s. Van Coillie stelt ook om de zoveel jaar een bloemlezing samen met een gevarieerd aanbod aan kindergedichten.
Wegens zijn kwalitatieve werk wordt Van Coillie gesubsidieerd door het Vlaams Fonds voor de Letteren met het geven van lezingen.

## Onderscheidingen
- 2001: Kiddo Leespluim: Pluim van de maand februari voor Ozewiezewoze

## Voetnoot
1. ↑  Jan van Coillie. Gearchiveerd op 14 november 2018. Geraadpleegd op 14 november 2018.

- Biblioteca Nacional de España: XX5611857
- Digitale Bibliotheek voor de Nederlandse Letteren: coil001
- Gemeinsame Normdatei: 129098981
- International Standard Name Identifier: 0000 0001 1562 1086
- Library of Congress Control Number: n85376326
- Nationale Bibliotheek van Letland: 000300813
- MusicBrainz: fe73290e-0db8-4bc3-95c7-0602f1fdf26a
- Nationale Bibliotheek van Tsjechië: xx0225971
- Nationale Bibliotheek van Israël: 987007416028905171
- Nederlandse Thesaurus van Auteursnamen: 069034338
- Système universitaire de documentation: 111169925
- Virtual International Authority File: 22323633
- WorldCat: E39PBJj4wvkmWVykW9TphHXmVC